# Szieszta (Gauguin-kép)
A Szieszta (La Sieste) Paul Gauguin festménye, amely a New York-i Metropolitan Művészeti Múzeum európai gyűjteményének része.

## Története
Az olajjal vászonra festett kép 88,9 × 116,2 centiméteres. A művész nem datálta alkotását, de valószínűleg 1891 és 1894 között festette Tahitin. Gauguin érdeklődése ebben az időben az őt körülvevő mindennapos események, történések felé fordult. A kép témája is ilyen: polinéziai nők pihennek egy veranda árnyékában. Egyikük vasal, a többiek dologtalanul ülnek, fekszenek. A nők az úgynevezett missziós ruhákban vannak, amelyeket a keresztény missziókon kaptak. Ezek általában nagymintás, színes anyagokból készültek, amelyeket Európából szállítottak a gyarmatokra.
Gauguin hosszabb ideg dolgozott a képen, és számos alkalommal módosította a kompozíciót. Az előtérben háttal ülő nő szoknyája például élénk piros volt kezdetben. A kép jobb alsó sarkában található kosár helyén egy kutya volt, a veranda bal szélén ülő nő helyzete is megváltozott az átfestések során.
A festménynek számos tulajdonosa volt. 1909-ben valószínűleg Ambroise Vollard francia műkereskedő vásárolta meg, majd a szintén francia képkereskedő, Alphonse Kannon keresztül a dán Wilhelm Hansen műgyűjtő tulajdonába került. Hansen 27 másik alkotással együtt vásárolta meg 1918 áprilisában. 1923-ban a párizsi Galerie Barbazanges segítségével a kobei Kodzsiro Macukata vette meg százezer frankért. 1950 és 1955 között többször cserélt gazdát a kép, majd a kaliforniai Walter H. és Leonore Annenberg gyűjteményének része lett, ahonnan végül a Metropolitan Művészeti Múzeum kollekciójába került.